# 角眼沙蟹
角眼沙蟹（学名：Ocypode ceratophthalmus）为沙蟹科沙蟹属的动物。分布于日本、夏威夷、南太平洋、澳大利亚、泰国、印度、红海、非洲东岸及南岸、台湾等地，生活环境为海水，多见于印度太平洋热带区近高潮线的沙滩上。
角眼沙蟹背面有深色"H"形标记.

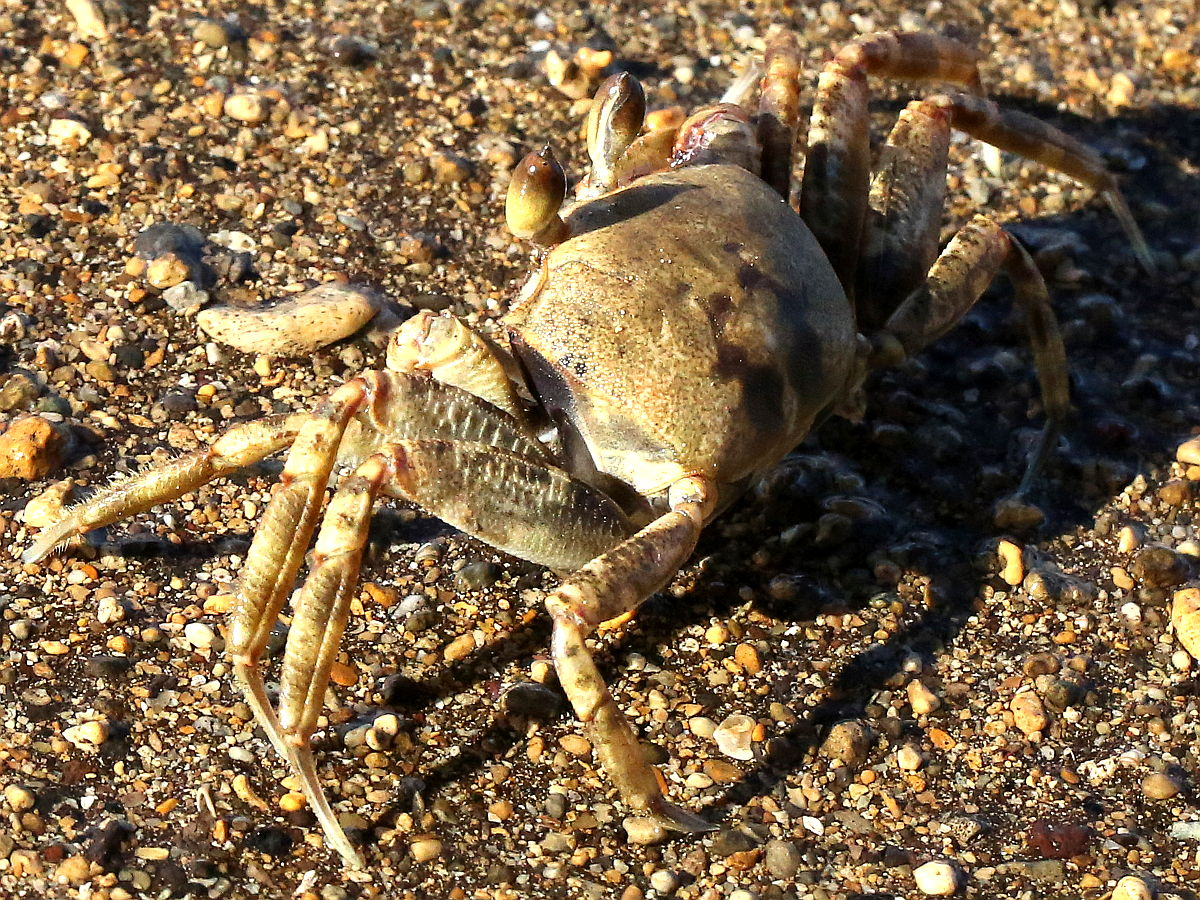
背面 摩洛凱島, 夏威夷